# Geometría no conmutativa
En matemáticas y física matemática, y en particular en análisis funcional, por analogía con la representación de Gelfand-Naimark, que demuestra que las C*-álgebras conmutativas son duales de los espacios de Hausdorff localmente compactos, las C*-álgebras no conmutativas son llamadas, a menudo, espacios no conmutativos.
La idea básica es que la estructura de un espacio topológico puede ser entendida analizando las propiedades de la C*-álgebra de funciones continuas definidas sobre él. Además cualquier C*-álgebra conmutativa puede ser representada cómo la C*-álgebra de funciones complejas definidas sobre un cierto espacio. Eso lleva a concebir la analogía de que en realidad las C*-álgebras no-conmutativas están describiendo la "geometría" de algún tipo de entidad geométrica más compleja, que es lo que correspondería propiamente a esa "geometría no conmutativa". Esta idea se debe a Alain Connes que la ha desarrollado y ha tratado de aplicar sus ideas a la fundamentación de la mecánica cuántica.

## Ejemplos
- El espacio de fase simpléctico de la mecánica clásica es deformado en un espacio de fase no conmutativo generado por los operadores de posición y momento.

También, en analogía a la dualidad entre los esquemas afines y las álgebras polinómicas, podemos también tener esquemas afines no conmutativos. 
Por la dualidad entre los espacios de medida localmente compactos y las álgebras de von Neumann conmutativas, llamamos espacios de medida no conmutativos a las álgebras de von Neumann no conmutativas.